# Давідчук Максим Сергійович
Макси́м Сергі́йович Давідчу́к (нар. 26 червня 1992) — український та російський футболіст, захисник.

## Клубна кар'єра
Вихованець футбольної школи «Металург» (Донецьк), впродовж 2006—2009 років виступав в ДЮФЛ за донецький «Металург».
Впродовж 2009—2012 років виступав в донецькому «Металурзі» за команду дублерів. У складі якої провів більше 30 матчів. Але до основного складу команди не потрапив. В 2012 році перейшов в «Гірник-спорт» з міста Комсомольськ, який виступав в другій лізі.
Відігравши там один сезон, Максим перебрався до команди з Макіївки, де виступав за місцевий «Макіїввугілля», у складі якого провів більше 30 матчів протягом двох років. Взимку 2015 року перейшов до чернівецької «Буковини», але дебютувати за «Буковину» йому не вдалось.
Влітку 2015 року перебрався до тимчасово окупованого Криму, де виступав за місцеві команди «Рубін» (Ялта), «Євпаторія», «Кизилташ», «Севастополь», «Кримтеплиця» та «Ялта».
На початку 2023 року перейшов у російський «Машук-КМВ».